# Phebellia stulta
Phebellia stulta là một loài ruồi trong họ Tachinidae.